# Ali Ibn Isa
Ali Ibn Issa (arabe : علي بن عيسى — ʿAlī ibn ʿĪssā al-Asṭurlābī) était un astronome arabe du IXe siècle, également orthographié Ali Ben Issa.
Avec Chalid ben Abdulmelik, en 827, il a mesuré la circonférence de la Terre, obtenant un résultat de 40 248 km (voire, selon d'autres sources, 41 436 km), le résultat exact étant de 40 075 km.